# Escola Superior de Economia da Universidade de Gotemburgo
A Escola Superior de Economia da Universidade de Gotemburgo (em sueco:  Handelshögskolan vid Göteborgs universitet; em inglês:  School of Business, Economics and Law) é uma instituição de ensino superior na cidade de Gotemburgo.

Foi fundada em 1923 como escola superior privada, tendo sido integrada na Universidade de Gotemburgo em 1971.                                                                                               

Está vocacionada para as áreas da economia empresarial, ciência económica e estatística, logística, ciências sociais ambientais e direito, com formação avançada em empreendedorismo, empreendedorismo internacional, marketing e consumo, finanças, liderança, economia, inovação e gestão industrial, logística e transportes, contabilidade e gestão financeira.

Concede o grau de civilekonom após o seu curso básico (grundexamen).

Existem ainda outras escolas superiores de economia na Suécia – nas cidades de Estocolmo, Jönköping, Umeå, Lund e Växjö. 